# María Elena Swett
María Elena Swett Urquieta est une actrice chilienne née le 11 avril 1979 à Santiago du Chili.

## Filmographie
- 2007 : Mirage man d'Ernesto Díaz Espinoza

## Télévision

### Telenovelas
- 2003 : Machos (Canal 13) : Fernanda Garrido
- 2004 : Hippie (Canal 13) : Magdalena Arrieta
- 2005 : Brujas (Canal 13) : Cassandra García
- 2008 : Hijos del Monte (TVN) : Paula del Monte
- 2009 : Los ángeles de Estela (TVN) : Margarita Bobadilla
- 2010-2011 : La familia de al lado (TVN) : Pilar Echeñique
- 2011 : Aquí mando yo (TVN) : Sofía Kuncar
- 2013-2014 : Socias (TVN) : Inés Ventura
- 2014: El amor lo manejo yo (TVN) : Victoria Duque

## Théâtre
- 2007 : Amantes :  Sara
- 2008 : ¿Estás ahí? :  Ana
- 2011 : Canario : Annie

## Prix et nomination

### Premios Copihue de Oro
| Année | Catégorie         | Telenovela    | Résultat |
| ----- | ----------------- | ------------- | -------- |
| 2011  | Meilleure actrice | Aquí mando yo | Gagnante |

### Premios TV Grama
| Année | Catégorie                                 | Telenovela    | Résultat |
| ----- | ----------------------------------------- | ------------- | -------- |
| 2011  | Meilleure actrice nationale de télévision | Aquí mando yo | Gagnante |

### Sources
- (es) Cet article est partiellement ou en totalité issu de l’article de Wikipédia en espagnol intitulé « María Elena Swett » (voir la liste des auteurs).